# Alexeï Alexandrovitch Kouznetsov
Pour les articles homonymes, voir Kouznetsov.
Ne doit pas être confondu avec Vassili Ivanovitch Kouznetsov, Nikolaï Guerassimovitch Kouznetsov ou Fiodor Issidorovitch Kouznetsov.
Alexeï Alexandrovitch Kouznetsov (en russe : Алексе́й Алекса́ндрович Кузнецо́в), né le 20 février 1905 à Borovitchi et mort le 1er octobre 1950 à Léningrad, est un haut dirigeant soviétique entre 1939 et 1950.
Il est l'adjoint d'Andreï Jdanov, premier-secrétaire de Leningrad durant la Seconde Guerre mondiale, et coordonne la lutte contre la Wehrmacht.
Il est nommé premier-secrétaire du parti communiste pour la région de Leningrad en 1945 au moment où Jdanov est nommé à Moscou.
Kouznetsov aide Jdanov à évincer Gueorgui Malenkov du poste de chef de l'Orgburo et remplace Beria en 1946 en tant que secrétaire du Comité central à la sûreté de l’État.
Le décès inattendu de son mentor et parrain politique, Andreï Jdanov, en août 1948, le laisse sans protection lorsqu'il est mis en cause dans l'« Affaire de Léningrad ». 
Faisant partie du « clan de Léningrad », il est incarcéré en octobre 1949, avant d'être, à la suite d'un procès inique et secret tenu le 30 septembre 1950, avec plusieurs dizaines d'autres dignitaires soviétiques, déclaré coupable de haute trahison, condamné à mort et exécuté le lendemain. Son sort est identique à son collègue et autre « poulain de Jdanov », l'économiste Nikolaï Voznessenski,.
Il est réhabilité en 1956, dans le cadre de la déstalinisation.